# Sened (Tunísia)
Sened, Sned o Essanad (àrab: السند, as-Sanad) és una ciutat de Tunísia, a la governació de Gafsa, amb una població d'uns 4.000 habitants, i capçalera d'una delegació amb 33.850 habitants el 2004.

## Geografia
Es troba entre el Djebel Majoura al nord i el Djebel Bayades al sud-est. Té estació de ferrocarril.

## Economia
La zona és molt pobre i l'agricultura precària per culpa de l'aridesa del terreny.

## Administració
És el centre de la delegació o mutamadiyya homònima, amb codi geogràfic 61 61 (ISO 3166-2:TN-12), dividida en set sectors o imades:
- Sned (61 61 51)
- Sned Nord (61 61 52)
- Sanouche (61 61 53)
- Djedida (61 61 54)
- Abdessadok (61 61 55)
- Majoura (61 61 56)
- Alim (61 61 57)

Al mateix temps, forma una municipalitat o baladiyya (codi geogràfic 61 18).